# Olderfjord
Olderfjord este o localitate din comuna Porsanger, provincia Finnmark, Norvegia, cu o populație de 160 locuitori (2013).